# Peter Butterworth
Peter William Shorrocks Butterworth (Bramhall, Greater Manchester, Egyesült Királyság, 1919. február 4. – Coventry, 1979. január 16.) brit (angol) színművész, komikus. Magyarországon legismertebb a Folytassa-filmvígjátékokban játszott szerepeiről.

## Élete

### Katonai pályája
A második világháború kitörésekor 20 éves volt, hadnagyi rangban szolgált Royal Navy légierejének kötelékében. 1940 nyarán a Franciaországi hadjárat során Hollandia területén, Den Helder körzetében Fairey Albacore gépét Messerschmitt Bf 109-esek lelőtték. Német fogságba esett. Különböző fogolytáborokból több alkalommal kísérelt meg szökést, sikertelenül. 1941 júniusában a hesseni Oberursel térségében a légi fegyvernemhez tartozó hadifoglyok számára berendezett DULAG LUFT („Durchgangslager Luft”) táborból, egy nagyobb szabású szökés keretén belül, egy kiásott alagúton át jutott ki, három nap alatt 40 kilométernél is messzebb jutott, de a Hitlerjugend egyik tagja feltartóztatta. Később gyakran viccelődött azon, hogy bizonyára ezért nem jön ki jól a fiúgyerekekkel. Későbbi szökései is meghiúsultak.
Később az alsó-sziléziai Saganban (ma Żagań, Nyugat-Lengyelország) berendezett „STALAG LUFT III” nevű Luftwaffe-fogolytáborba került, itt találkozott Talbot Rothwellel, aki később a Folytassa-filmsorozat egyik írója lett. Ketten rendszeresen felléptek a hadifoglyok számára rendezett szórakoztató énekes-humoros műsorokban. A háború után is jóbarátok maradtak és a szórakoztató iparban kerestek megélhetést.

### Színészi pályája
Peter Butterworth leginkább Folytassa-vigjátéksorozatban alakított szerepeiről ismert, a sorozat rendszeres törzsgárdájához tartozott, 16 Folytassa-filmben szerepelt. Emellett számos egyéb mozifilmben és televíziós sorozatban is feltűnt, így a Ki vagy, doki? sorozatban (a Szerzetes), a „Catweazle” sorozatban Mr. Groom, a lakáj. George Pollock 1961-es krimi-klasszikusában, a Gyilkosság, mondta a hölgy-ben (Paddington 16:50) ő volt a vasúti kalauz, a főszereplő Margaret Rutherford (Miss Marple) mellett.
Játszotta Mr Higginst az 1951-es Mr Drake’s Duck („Atomkacsa”) c. tudományos-fantasztikus vígjátékban, a karnagyot az 1958-as Hüvelyk Matyi zenés mesefilmben, Lord rendőrfelügyelőt az 1960-as The Spider’s Web („Póháló”) c. thrillerben.
További mellékszerepet (Will) kapott az 1962-es Koldus és királyfi c. Walt Diseny-mesefilmprodukcióban (rendezte Don Chaffey). Szerepelt az 1966-os Ez mind megtörtént útban a Fórum felé és az 1968-as Prudence and the Pill c. vígjátékban, David Niven és Deborah Kerr társaságában. Utolsó mozifilmes szerepét (Mr Putnam-ot) Michael Crichton rendező Az első nagy vonatrablás című bűnügyi kalandfilmjében alakította, Sean Connery és Donald Sutherland mellett.
1979 januárjában, röviddel a Az első nagy vonatrablás bemutatója után, Butterworth Coventry város színházában szerepelt, az Aladdin című pantomimjátékban, Twankey, az özvegyember szerepében. (Ugyanezt a karaktert először 1951-ben, az Aladdin c. játékfilmben egyik legelső filmszerepeként egyszer már megformálta). Az előadás után hazament szállodájába. A másnapi matinén nem jelent meg, szállásán találták meg, szívroham végzett vele.

### Magánélete
1946-ben Marylebone-ban feleségül vette Janet Brown skót színésznőt és standup-humoristát (1923–2011). Két gyermekük született, Tyler Butterworth színész (1958–) és Emma Butterworth (1962–1996), aki fiatalon elhunyt. Az 1979-ben megözvegyült Brown nem ment újra férjhez, az 1980-as években gyilkos Margaret Thatcher-paródiáival aratott sikereket.

## Főbb filmszerepei
- 1950: Az éjszaka és a város (Night and the City), verekedő fickó
- 1951: Mr Drake’s Duck. („Atomkacsa”) Mr Higgins
- 1951: Aladdin, Twankey, az özvegyember
- 1953: Bajba jutott gentleman (Will Any Gentleman…?), színházi ügyelő
- 1958: Hüvelyk Matyi (Tom Thumb), karnagy
- 1960: The Spider’s Web („Pókháló”), Lord rendőrfelügyelő
- 1961: Gyilkosság, mondta a hölgy (Murder She Said vagy Paddington 16:50), vasúti kalauz
- 1961: A nap, amikor a Föld lángra lobbant (The Day the Earth Caught Fire), második alszerkesztő
- 1962: Koldus és királyfi (The Prince and the Pauper), Will, a köszörűs
- 1962: Most élj, fizess később! (Live Now - Pay Later), Fred
- 1963: Doktor bajban (Doctor in Distress), mentőautó-sofőr
- 1965: Saját otthon (A Home of Your Own), az ács
- 1965: Moll Flanders (The Amorous Adventures of Moll Flanders),  Grunt
- 1965: Folytassa, cowboy! (Carry On Cowboy), Doki
- 1965–1966: Ki vagy, doki? (Doctor Who), The Time Meddler és The Daleks’ Master Plan részek, a szerzetes (The Meddling Monk)
- 1966: Folytassa sikoltozva! (Carry On Screaming!), Slobothan rendőrbiztos
- 1966: Ez mind megtörtént útban a Fórum felé (A Funny Thing Happened on the Way to the Forum), római őrszem
- 1967: Folytassa, forradalmár! (Carry On – Don’t Lose your Head), Bidet polgártárs
- 1967: Folytassa az idegenlégióban! Carry On – Follow that Camel,, Simpson, az inas
- 1967: Folytassa, doktor! (Carry On Doctor), Mr. Smith
- 1967: Asterix, a gall (Astérix le Gaulois), animációs film, Vitalstatistix (angol hang)
- 1968: Prudence and the Pill, gyógyszerész
- 1968: Folytassa a Khyber-szorosban! (Carry On… Up the Khyber), Belcher testvér
- 1969: Folytassa a kempingezést! (Carry On Camping), Josh Fiddler telektulajdonos
- 1969: Folytassa újra, doktor! (Carry on Again Doctor), sóhajtozó páciens
- 1969: Carry on Christmas,  több szerep (Drakula / koldus / lány a zárdából / a csúf Haggie nővér
- 1970: Folytassa a szerelmet! (Carry on Loving), baljós vevő
- 1970–1971: Catweazle, tévésorozat, Groome
- 1971: Folytassa, Henry! (Carry on Henry), Lord Charles, Earl of Bristol
- 1972: Házi áldás (Bless This House), mozifilm, Trevor Lewis
- 1972: Folytassa külföldön! (Carry on Abroad), Pepe, a szállodás
- 1972: Carry on Christmas: Carry on Stuffing, tévéfilm, több szerep (Alistair Dripping kapitány / Sir Francis Fiddler / Rene admirális)
- 1973: Folytassák, lányok! (Carry on Girls), admirális
- 1973: Carry on Christmas, tévéfilm, több szerep (daloló ősember/ vendég/ dartsjátékos)
- 1974: Folytassa, Dick! (Carry on Dick), Tom
- 1975: Az ükhadsereg (Dad’s Army) tévésorozat, Mr. Bugden
- 1975: Carry on Laughing!, tévésorozat, több szerep (Merlin / Lord Gropefinger / talált tárgyak hivatalnok)
- 1975: Folytassa az ásatást! (Carry on Behind), Henry Barnes
- 1976: Robin és Marian (Robin and Marian), felcser
- 1976: Ritz fürdőház (The Ritz), főnök bőrnadrágban
- 1976: Folytassa Angliában! (Carry on England), Carstairs őrnagy
- 1978: Folytassa, Emmanuelle (Carry on Emmannuelle), Richmond inas
- 1978: Az első nagy vonatrablás (The First Great Train Robbery), Mr Putnam

## További információ
- Peter Butterworth a PORT.hu-n (magyarul)
- Peter Butterworth az Internetes Szinkronadatbázisban (magyarul)
- Peter Butterworth az Internet Movie Database-ben (angolul)
- Peter Butterworth a Rotten Tomatoeson (angolul)
- Peter Butterworth az AlloCiné weboldalán (franciául)
- Peter Butterworth Profile. Famousfix.com. (Hozzáférés: 2023. január 18.)